# Del Gallego
Del Gallego ist eine philippinische Stadtgemeinde in der Provinz Camarines Sur. Sie hat 25.397 Einwohner (Zensus 1. August 2015). Die Gemeinde liegt an der Küste des Golfes von Ragay. Eine regelmäßige Eisenbahnverbindung besteht zwischen Manila und Del Gallego, sie wird von der Philippine National Railways betrieben.

## Baranggays
Del Gallego ist politisch in 32 Baranggays unterteilt.
- Bagong Silang
- Bucal
- Cabasag
- Comadaycaday
- Domagondong
- Kinalangan
- Comadogcadog
- Mabini
- Magais I
- Magais II
- Mansalaya
- Nagkalit
- Palaspas
- Pamplona
- Pasay
- Pinagdapian
- Pinugusan
- Zone I Fatima (Pob.)
- Zone II San Antonio (Pob.)
- Poblacion Zone III
- Sabang
- Salvacion
- San Juan
- San Pablo
- Santa Rita I
- Santa Rita II
- Peñafrancia (Sinagawsawan)
- Sinuknipan I
- Sinuknipan II
- Sugsugin
- Tabion
- Tomagoktok